# Ralf Kötter
Ralf Kötter (* 10. Oktober 1963 in Königstein im Taunus; † 2. Februar 2009 in München) war ein deutscher Professor im Fachgebiet Elektrotechnik, dessen Arbeiten im Bereich der Netzwerkcodierung zentrale Bedeutung für die Entwicklung in der Mobilkommunikation haben.

## Leben
Kötter studierte Elektro- und Kommunikationstechnik an der Technischen Universität Darmstadt. Nach der Diplomprüfung im Jahr 1990 arbeitete er von 1990 bis 1996 an der Universität Linköping im Fachbereich Elektrotechnik. Dort erhielt er 1996 den Grad eines Ph. D. (Teknisk Doktor) in Electrical Engineering.
In den Jahren 1996/97 war er Gastwissenschaftler am IBM Almaden Research Laboratory in San José (Kalifornien), im Anschluss Professor am Coordinated Science Laboratory and Department of Engineering an der University of Illinois at Urbana-Champaign.
Im Oktober 2006 folgte er einem Ruf auf den Lehrstuhl für Nachrichtentechnik in der Fakultät für Elektrotechnik und Informationstechnik an der Technischen Universität München.
Kötter arbeitete im Bereich der algebraischen Coding-Theorie und war einer der ersten Wissenschaftler, der Graphentheorie einsetzte, um Codes für die Fehlerkontrolle in Graphen zu entwickeln. Für seine Arbeiten zur Dekodierung von Reed-Solomon-Codes wurde er 2004 mit dem Best Paper Award der IEEE Information Theory Society ausgezeichnet. 2008 erhielt er den Best Paper Award der IEEE Signal Processing Society für seine Arbeit zur Turboentzerrung. Zudem wurde er für seine "richtungweisenden Arbeiten" zur Informations- und Codierungstheorie 2008 mit dem Innovationspreis der Vodafone-Stiftung für Forschung ausgezeichnet. Seine Arbeiten zur Netzwerkcodierung wurden 2009 und 2010 mit dem Joint Paper Award der IEEE Communications und der IEEE Information Theory Society ausgezeichnet.
Ralf Kötter starb an Krebs und hinterließ seine Frau Nuala und seinen Sohn Finn.
Das Department for Electrical and Computer Engineering der Universität von Illinois hat nach seinem Tod den Ralf Koetter Memorial Fund in Electrical and Computer Engineering eingerichtet, der Studenten der Fakultät unterstützen soll. Im Februar 2011 erschien eine Spezialausgabe der Zeitschrift IEEE Transactions on Information Theory in Anerkennung der Arbeiten von Ralf Kötter.

## Auszeichnungen
- IBM Invention Achievement Award (1997)
- NSF CAREER Award (2000)
- IBM Partnership Award (2001)
- Best Paper Award der IEEE Information Theory Society (2004)
- University of Illinois College of Engineering XEROX award for faculty research (2006)
- Best Paper Award der Signal Processing Society (2008)
- Innovationspreis der Vodafone-Stiftung für Forschung (2008)
- IEEE Fellow (2009)[3]
- IEEE Communications Society (ComSoc) and Information Theory Society (IT) Joint Paper Award (2009)
- IEEE Communications Society (ComSoc) and Information Theory Society (IT) Joint Paper Award (2010)